# Інносент Емегара
Інносент Емегара (англ. Innocent Emeghara, нар. 27 травня 1989, Лагос) — швейцарський футболіст нігерійського походження, нападник французького клубу «Лор'ян».
Насамперед відомий виступами за «Грассгоппер» та національну збірну Швейцарії.

## Клубна кар'єра
У футболі дебютував 2006 року виступами за молодіжну команду «Цюриха», в якій провів три сезони, взявши участь у 47 матчах чемпіонату.  У складі молодіжної команди «Цюриха» був одним з головних бомбардирів команди, маючи середню результативність на рівні 0,34 гола за гру першості. Проте за основну команду Емегара так і не дебютував.
Протягом сезону 2009—10 років захищав кольори «Вінтертура», що виступав у Челлендж-лізі.
Своєю грою привернув увагу представників тренерського штабу  «Грассгоппера», до складу якого приєднався в липні 2010 року. Відіграв за команду з Цюриха півтора сезону своєї ігрової кар'єри. Більшість часу, проведеного у складі «Ґрассгоппера», був основним гравцем атакувальної ланки команди й одним з найкращих голеодорів, відзначаючись забитим голом в середньому щонайменше у кожній третій грі чемпіонату.
До складу клубу «Лор'ян» приєднався 31 серпня 2011 року. Наразі встиг відіграти за команду з Лор'яна 27 матчів у національному чемпіонаті.

## Виступи за збірні
2011 року залучався до складу молодіжної збірної Швейцарії, разом з якою став фіналістом молодіжного чемпіонату Європи 2011 року. Всього на молодіжному рівні зіграв у 6 офіційних матчах, забив 5 голів.
4 липня 2011 року дебютував в офіційних іграх у складі національної збірної Швейцарії в кваліфікаційному матчі на Євро-2012 проти збірної Англії, який завершився з рахунком 2-2. 
Наразі провів у формі головної команди країни 7 матчів.